# U císařské studánky
U císařské studánky je přírodní památka poblíž města Hradec Králové v okrese Hradec Králové. Důvodem ochrany je porost smrku, borovice bílé, buku s přimísenou jedlí a břízou ve stáří do 140 let.